# Téléski nautique
Un téléski nautique est une installation permettant la pratique du ski nautique sur un plan d'eau ; la traction, au lieu d'être assurée par un bateau à moteur, est assurée par un système de câbles, à l'instar du dispositif utilisé pour les téléskis. Ce type d'installation est apparu à la fin des années 1960 en Allemagne, il en existe aujourd'hui environ 330 en Europe.
Il en existe deux types : à plus de deux poulies (le trajet étant en boucle), et à deux poulies seulement (le trajet étant en aller-retour).
l'inventeur était un Français : Gabriel Julliard, parents originaires de Jarrier et lui vivant à Epierre, pays de Savoie en Maurienne.
Gabriel Julliard a inventé le concept en 1936.
C'est ensuite un ingénieur Allemand : Bruno Rixen, qui l'a popularisé.

## Téléski nautique à plusieurs poulies: système "Full Size"
Le téléski nautique est un système qui fonctionne à l'électricité et s'adresse aussi bien aux débutants qu'aux professionnels. La pratique du ski nautique est possible en toute sécurité, sans bruit et sans bateau : la corde du skieur nautique est tractée par un câble circulaire à des vitesses adaptées aux différentes disciplines. Le wakeboard et le ski nautique peuvent ainsi être appris très rapidement, beaucoup plus vite qu'en bateau, et apportent dès le début des expériences de succès (4 à 5 tentatives de départ suffisent en moyenne).
Le câble de circulation - ou circuit, est long de 600 m à 1 200 m, selon la disposition du plan d'eau. Il peut circuler dans le sens des aiguilles d'une montre (on dit qu'il est donc ClockWise) mais aussi dans le sens inverse (Anti ou CounterClockWise). Il est parsemé de 5 à 12 entraîneurs espacés d'au moins 70 m sur lesquels on vient accrocher la corde de traction grâce à un petit circuit parallèle la menant du poste opérateur jusqu'au moteur. L'accrochage se fait à l'aide d'un système de débrayage. Il est donc possible de faire pratiquer jusqu'à 10 ou 12 personnes en même temps.
Le câble de circulation est soutenu par 4 à 6 poulies, au sommet de pylônes à 8 ou 10 m au-dessus du niveau de l'eau. Sa traction semi-verticale facilite la pratique des pros – leur permettant des figures plus amples et plus complexes, mais aussi les débutants en leur pardonnant beaucoup de fautes de carre et limitant les chutes. La vitesse moyenne de traction du téléski nautique est de 30 km/h, mais peut monter à 58 km/h lors de créneaux réservés au ski de slalom. La verticalité de cette traction, amène de nombreux pratiquant de kiteboard à s'entraîner en téléski nautique pour des figures de wakeboard.
Le concept de téléski nautique a été inventé dès 1936 par le français, pionnier du téléski, Gabriel Julliard puis popularisé à la fin des années 1960 par l'ingénieur Allemand Bruno Rixen. Sa société est aujourd'hui leader du marché avec plus de 250 téléskis full size installés et 130 bi poulies., soit environ les 3/4 du parc mondial, dont près de la moitié en Allemagne (environ 80 installations). Le principal concurrent de Rixen est une autre société allemande, Sesitec.
En 1964, le premier téléski exploité au monde est celui d'Estavayer-le-Lac, en Suisse, qui tourne toujours. Le premier en France, situé à Port-Barcarès, est aussi toujours en place et est exploité par la même famille depuis ses débuts en 1971.
La technique a évolué pour s'adapter aux nouvelles pratiques, notamment le wakeboard avec des circuits plus hauts et des espacements de pylônes plus homogènes pour une tension accrue du câble. Le principe n'a cependant pas changé et continue de séduire de nouveaux adeptes, ne serait ce que par son prix jusqu'à 10 fois inférieur à la pratique de la glisse tractée par bateau puisque sa maintenance et son fonctionnement nécessitent beaucoup moins de ressources (en temps, complexité et énergie).

Exemple de téléskis nautiques
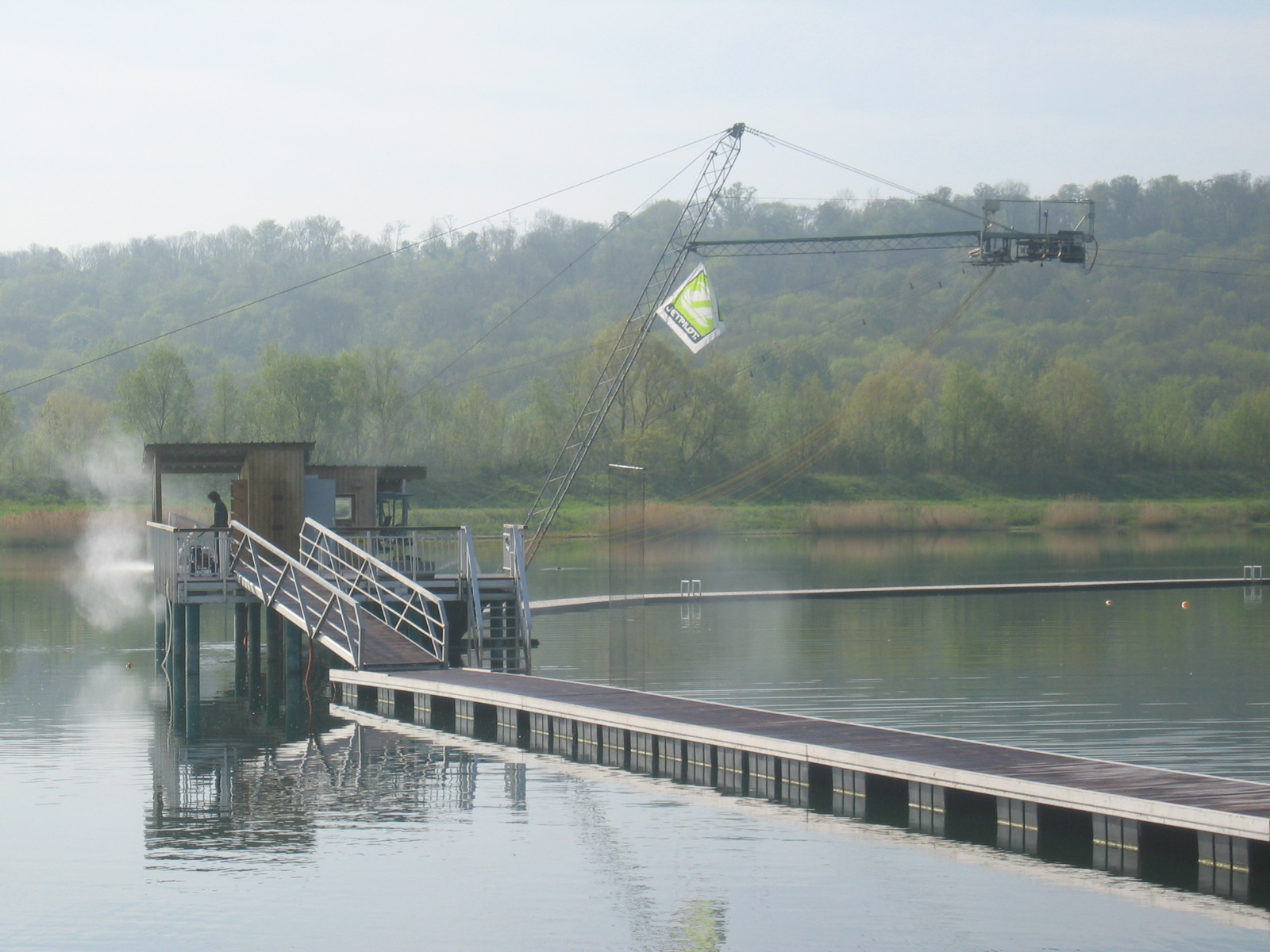
Téléski nautique de l'île de loisirs de Jablines-Annet (Seine-et-Marne)
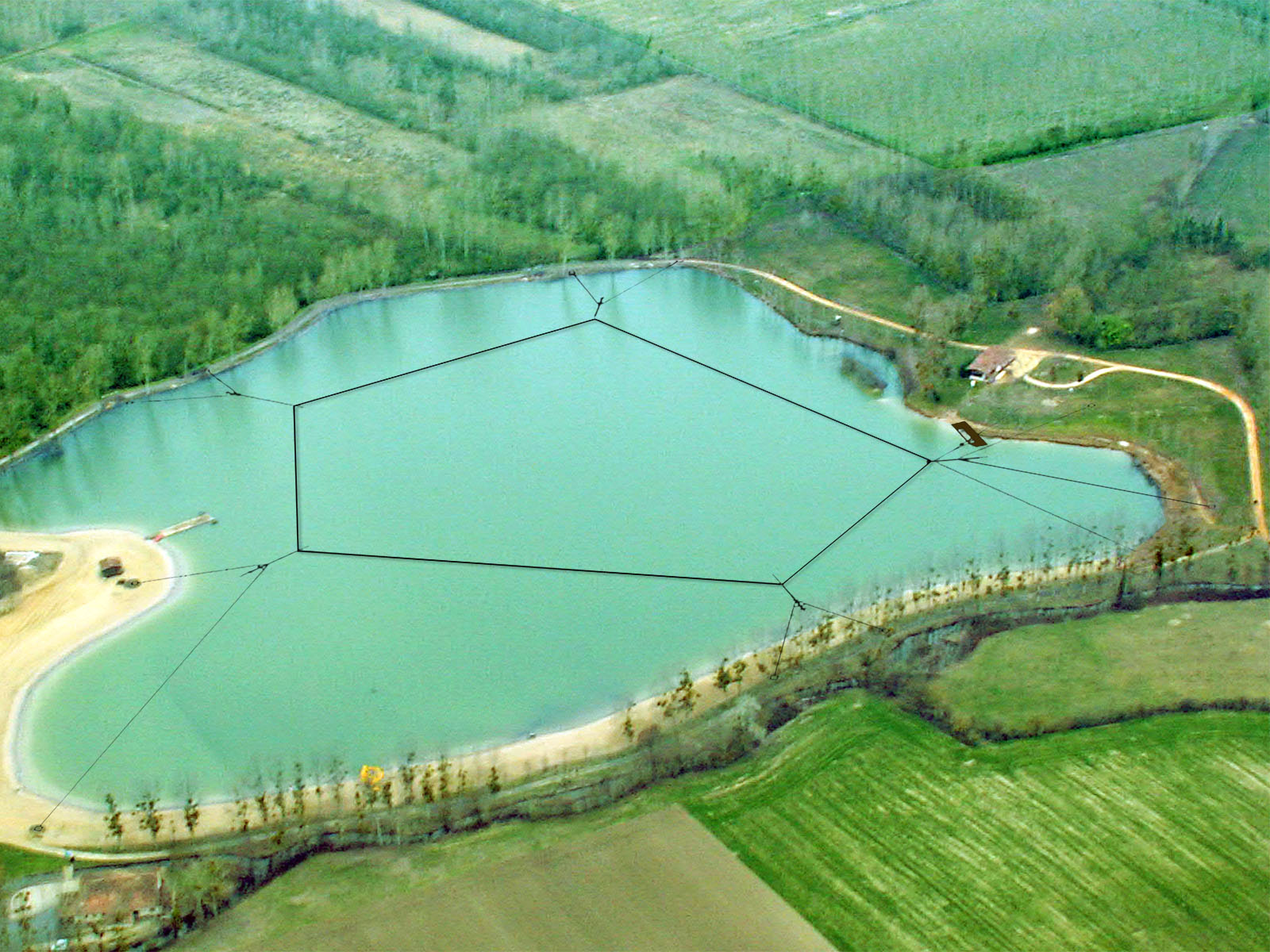
Schéma d'implantation du téléski nautique EXO Active Park de Moncontour (Vienne)
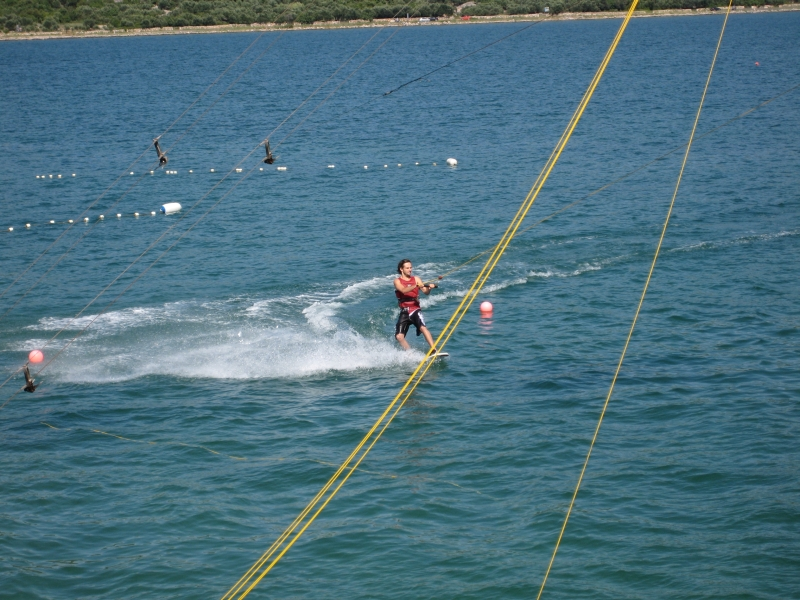
Téléski nautique — wakeboard sur l'île de Krk entre les villes Punat et Krk, en Croatie
- Vidéo prise au Wasserskilift sur le Danube à Vienne.

## Téléski nautique à deux poulies: système "2.0"

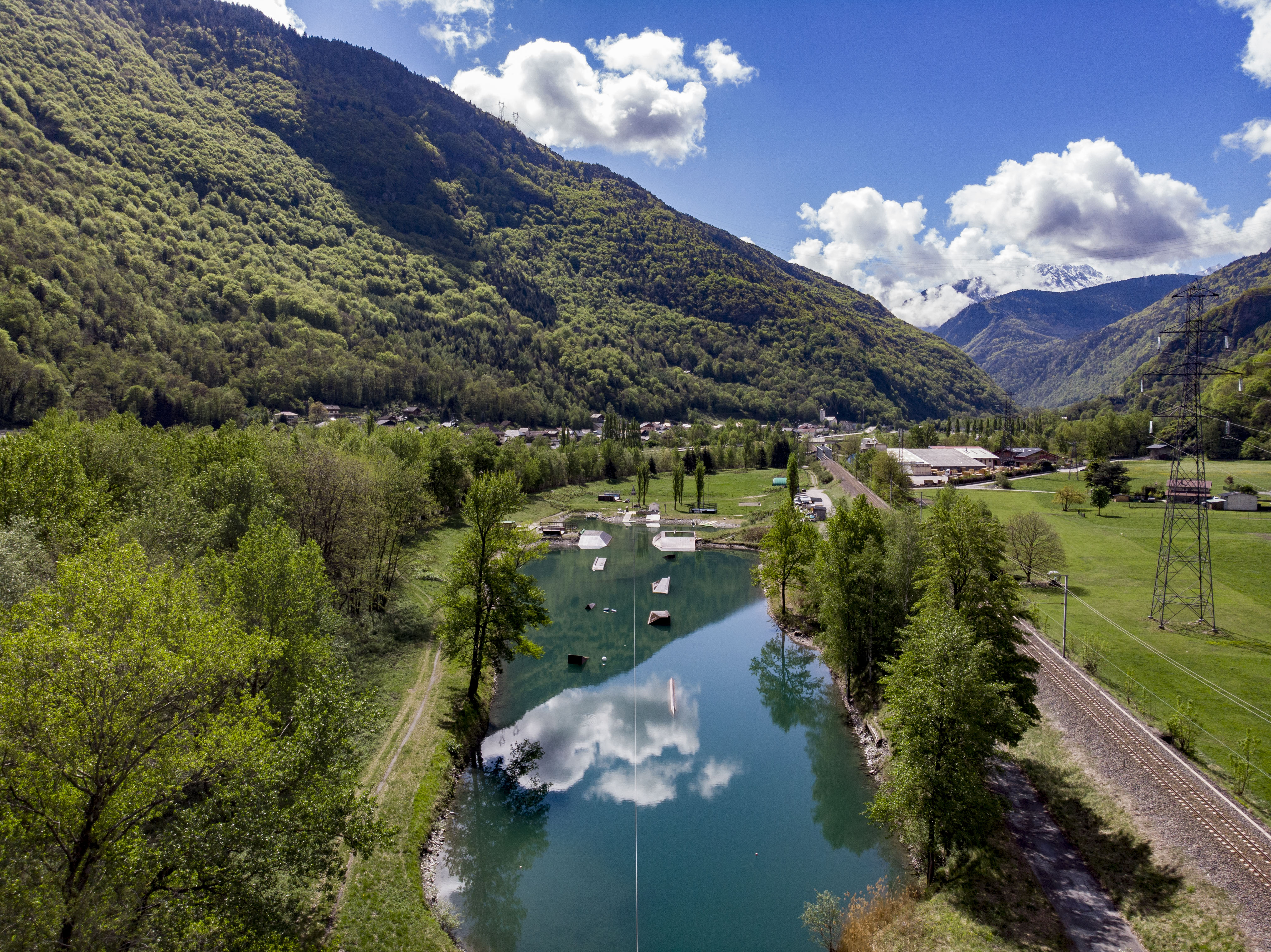
Vue aérienne d'un bi-poulie.

En 2009, une nouvelle génération d'installations à deux poulies apparait, elle dispose de deux pylônes seulement. La structure du téléski nautique est ainsi beaucoup plus simple à monter et moins onéreuse. Ce type d'installation convient parfaitement aux démonstrations au cœur des villes par sa rapidité de montage, ou pour les clubs comme installation principale ou complémentaire.
Depuis 2016, de nouveaux systèmes de bi-poulies font leur apparition, tels que le Heavy Duty développé par Sesitec. Ces installations permettent de développer de plus longs parcours (jusqu'à 600m aller-retour) tout en optimisant la tension du câble grâce à la présence d'un contre-poids. Grâce à ce type d'ouvrage, les bi-poulies prennent une nouvelle place dans le monde du téléski nautique.
Conçu pour tracter une seule personne à la fois, le bi-poulie est idéal pour débuter puisqu'il permet au pratiquant d'être repêché en cas de chute. Le perfectionnement en bi-poulie est également apprécié pour cette même raison. Autre avantage : la vitesse de traction est adaptée aux capacités du pratiquant.

## Exemples

### France
- Ariège : téléski nautique de la base nautique de Mercus-Garrabet
- Auvergne : Natural Wake Park spécialiste handi-wakeboard assis
- Finistère : téléski nautique à deux poulies sur le lac de Ty-Colo à Saint-Renan en mai 2011[4].
- Morbihan : téléski Nautique West Wake Park[5] à Inzinzac-Lochrist
- Charente: Sur l'étang Vallier de Brossac.
- Seine-et-Marne : sur l'île de loisirs de Jablines-Annet, EXO 77 Grande Paroisse[6], Base nautique de Nautil Parc
- Vienne : sur le lac du Magne à Moncontour
- Haute-Vienne : sur le Lac de Saint-Pardoux
- Loire-Atlantique : TSN 44 à Saint-Viaud et TSN 44.2 à Nozay, Wake Park Plessé[7] sur l'Etang de Buhel à Plessé
- Lot-et-Garonne : 2 téléskis nautiques (2 poulies et 5 poulies) sur le lac du Moulineau à Damazan
- Les Roches de Condrieu
- Maine-et-Loire: Anjou Wake Park, à Notre-Dame-d'Allençon
- Seine-Maritime : le lac de Caniel[8], à Vittefleur, près de Cany-Barville
- Val-d'Oise : île de loisirs de Cergy-Pontoise
- Rhône-Alpes : Poule Wake Park à Feissons-sur-Isère, EXO 01 lac de La Rena-Bourg-en-Bresse, EXO 38 Lac des Martelles-Tencin[6]
- Provence-Alpes-Côte d'Azur: EXO 84 Lac des Grèzes Hautes-Bollène, EXO 83 Lac du Rabinon-Le Muy[6], TNX Cablepark Lac de Peyrolles-Peyrolles en Provence[9]
- Aquitaine: EXO 33 Lac de Baurech-Baurech[6], TNSames 64 Lac de Sames-Sames[10], téléski nautique sur le lac de Baudreix (64)
- Gironde : CablePark à Avensan (33480)[11], Wakelagoona à Virelade
- Loiret: 2 poulies " Wakevalley" à Combreux.
- Aude : Téléski Nautique de Glisse et Kite, à Saint-Pierre-la-Mer, à Bram sur le lac de Buzerens et à Carcassonne sur le lac de la Cavayère.
- Alsace : AFA Wakepark, à Wittenheim
- Pas-de-Calais : Loisinord, à Nœux-les-Mines
- Eure : Léry-Poses en Normandie
- Calvados : Eole Aventure à Touffreville

### Belgique
Les téléskis nautiques de Belgique sont les suivants :
- The Spin Cablepark à Froidchapelle
- Dock 79 à Tertre
- The Outsider Cablepark à Oudenaarde
- Lakeside Paradise à Knokke-Heist
- Wake Up Antwerpen à Galgenweel, Linkeroever
- Goodlife Cablepark à Meer, Hoogstraten
- Terhills Cablepark à Dilsen-Stokkem[12]

Des téléskis nautiques étaient présents à Walibi Belgium et à Bernissart (ainsi qu'au Speelland Beekse Bergen (nl)). C'est le fondateur de Walibi, Eddy Meeùs, qui a introduit le téléski nautique au Benelux.